# Gora Zavarzina
Gora Zavarzina (englische Transkription von russisch Гора Заварзина Gora Sawarsina) ist ein Nunatak in der antarktischen Ross Dependency. Er gehört zur Nash Range und ragt an der Shackleton-Küste am südwestlichen Rand des Ross-Schelfeises auf.
Russische Wissenschaftler benannten ihn. Der Namensgeber ist nicht überliefert.